# Eucoccidiorida
Ordre
Les Eucoccidiorida sont un ordre de protistes parasites coccidiens.

## Liste des familles
Selon le World Register of Marine Species (21 novembre 2023) :
sous-ordre des Adeleorina Léger, 1911
- Adeleidae Mesnil, 1903
- Haemogregarinidae Léger, 1911

sous-ordre des Eimeriorina Léger & Duboscq, 1911
- Aggregatidae Labbé, 1899
- Calyptosporidae Overstreet, Hawkins & Fournie, 1984
- Caryotrophidae Lühe, 1916
- Cryptosporidiidae Léger, 1911
- Dactylosomatidae Jakowska & Nigrelli, 1955 emend. Levine, 1971
- Dobellidae Ikeda, 1914
- Eimeriidae Minchin, 1903
- Sarcocystidae
- Selenococcidiidae Poche, 1913